# Llista de ciutats d'Escòcia per població
Aquesta és una llista de ciutats d'Escòcia amb una població de més de 15.000, ordenades segons el nombre d'habitants, tal com es reconeix a les estimacions de poblacions a mitjans de 2012 per a assentaments i localitats a Escòcia.
Aquest article està dividit en dues seccions. La primera secció d'aquest article ("localitats") conté una llista d'àrees poblades bàsiques ordenades per població. La segona secció d'aquest article ("àrees urbanes") és una llista d'àrees urbanes poblades. algunes de les quals estan formades per més d'una localitat, i que poden abastar els límits de més d'una àrea del consell.

## Localitats
A Escòcia la localitat es refereix a una zona poblada composta de codis postals contigus amb poblacions d'almenys 500.
| Rang | Localitat     | Població | Tipus  |
| ---- | ------------- | -------- | ------ |
| 1    | Glasgow       | 599.650  | Ciutat |
| 2    | Edimburg      | 464.990  | Ciutat |
| 3    | Aberdeen      | 196.670  | Ciutat |
| 4    | Dundee        | 147.710  | Ciutat |
| 5    | Paisley       | 76.220   | Poble  |
| 6    | East Kilbride | 74.740   | Poble  |
| 7    | Inverness     | 61.235   | Ciutat |
| 8    | Livingston    | 56.570   | Poble  |
| 9    | Hamilton      | 53.200   | Poble  |
| 10   | Cumbernauld   | 51.610   | Poble  |
| 11   | Dunfermline   | 50.380   | Poble  |
| 12   | Kirkcaldy     | 49.460   | Poble  |
| 13   | Ayr           | 47.190   | Poble  |
| 14   | Perth         | 47.180   | City   |
| 15   | Kilmarnock    | 46.350   | Poble  |
| 16   | Coatbridge    | 43.970   | Poble  |
| 17   | Greenock      | 43.690   | Poble  |
| 18   | Glenrothes    | 39.100   | Poble  |
| 19   | Airdrie       | 37.130   | Poble  |
| 20   | Stirling      | 36.440   | Ciutat |
| 21   | Falkirk       | 35.310   | Poble  |
| 22   | Irvine        | 33.740   | Poble  |
| 23   | Dumfries      | 33.280   | Poble  |
| 24   | Motherwell    | 32.120   | Poble  |
| 25   | Rutherglen    | 31.180   | Poble  |
| 26   | Wishaw        | 30.510   | Poble  |
| 27   | Cambuslang    | 27.610   | Poble  |
| 28   | Bearsden      | 27.340   | Poble  |
| 29   | Clydebank     | 26.640   | Poble  |
| 30   | Newton Mearns | 24.650   | Poble  |
| 31   | Arbroath      | 23.640   | Poble  |
| 32   | Musselburgh   | 23.620   | Poble  |
| 33   | Bishopbriggs  | 23.430   | Poble  |
| 34   | Elgin         | 22.980   | Poble  |
| 35   | Renfrew       | 22.010   | Poble  |
| 36   | Bathgate      | 21.070   | Poble  |
| 37   | Bellshill     | 20.650   | Poble  |
| 38   | Alloa         | 20.390   | Poble  |
| 39   | Dumbarton     | 19.950   | Poble  |
| 40   | Kirkintilloch | 19.630   | Poble  |
| 41   | Peterhead     | 18.450   | Poble  |
| 42   | Barrhead      | 17.620   | Poble  |
| 43   | Grangemouth   | 17.280   | Poble  |
| 44   | Blantyre      | 17.090   | Poble  |
| 45   | Sant Andreu   | 16.800   | Poble  |
| 46   | Kilwinning    | 16.420   | Poble  |
| 47   | Johnstone     | 16.390   | Poble  |
| 48   | Bonnyrigg     | 16.360   | Poble  |
| 49   | Penicuik      | 16.110   | Poble  |
| 50   | Viewpark      | 16.020   | Àrea   |

## Àrees urbanes
A Escòcia les àrees urbanes o assentaments es refereix a una zona poblada que consta d'una o més localitats. Per exemple l'àrea d'Ayr inclou les localitats contigües d'Ayr i Prestwick. No obstant això la majoria dels assentaments coincideixen amb una sola localitat.
| Rang | Àrea Urbana               | Població | Localitats |
| ---- | ------------------------- | -------- | --- |
| 1    | Greater Glasgow           | 976.970  | Bearsden, Bishopbriggs, Glasgow, Milngavie, Barrhead, Busby, Clarkston, Giffnock, Netherlee, Newton Mearns, Thornliebank, Barrhead, Stepps, Elderslie, Johnstone, Kilbarchan, Linwood (Renfrewshire), Paisley, Renfrew, Cambuslang, Rutherglen, Bowling, Clydebank, Duntocher, Hardgate i Old Kilpatrick |
| 2    | Edimburg                  | 488.610  | Edimburg i Musselburgh |
| 3    | Aberdeen                  | 209.460  | Aberdeen, Cove Bay i Dyce |
| 4    | Dundee                    | 157.690  | Dundee, Monifieth i Invergowrie |
| 5    | Motherwell i Bellshill    | 124.530  | Bellshill, Carfin, Holytown, Motherwell, New Stevenston, Newarthill, Newmains, Viewpark i Wishaw |
| 6    | Falkirk                   | 100.840  | Brightons, Carron, Carronshore, Falkirk, Grangemouth, Larbert, Laurieston, Maddiston, Polmont, Redding, Reddingmuirhead, Rumford, Stenhousemuir, Wallacestone i Westquarter |
| 7    | Coatbridge i Airdrie      | 90.330   | Airdrie, Bargeddie, Chapelhall i Coatbridge |
| 8    | Hamilton                  | 82.310   | Blantyre, Bothwell, Hamilton i Uddingston |
| 9    | East Kilbride             | 74.740   | East Kilbride |
| 10   | Dunfermline               | 71.820   | Crossgates, Dunfermline, Inverkeithing i Rosyth |
| 11   | Greenock                  | 69.450   | Gourock, Greenock i Port Glasgow |
| 12   | Ayr                       | 61.940   | Ayr i Prestwick |
| 13   | Livingston                | 60.030   | Livingston i Mid Calder |
| 14   | Cumbernauld               | 51.610   | Cumbernauld |
| 15   | Kilmarnock                | 51.150   | Kilmarnock, Hurlford, Crookedholm i Galston |
| 16   | Kirkcaldy                 | 49.460   | Kirkcaldy |
| 17   | Stirling                  | 48.480   | Bannockburn, Bridge of Allan i Stirling |
| 18   | Glenrothes                | 47.730   | Coaltown of Balgonie, Glenrothes, Leslie, Markinch i Thornton |
| 19   | Perth                     | 47.180   | Perth |
| 20   | Inverness                 | 46.870   | Inverness |
| 21   | Dalkeith                  | 42.220   | Bonnyrigg, Dalkeith i Mayfield |
| 22   | Irvine                    | 37.380   | Irvine i Dreghorn |
| 23   | Dumfries                  | 33.280   | Dumfries |
| 24   | Ardrossan                 | 33.020   | Ardrossan, Saltcoats i Stevenston |
| 25   | Methil. Leven i Buckhaven | 30.950   | Buckhaven, Kennoway, Leven, Methil i Windygates |
| 26   | Kirkintilloch             | 28.210   | Kirkintilloch i Lenzie |
| 27   | Bathgate                  | 26.550   | Bathgate i Blackburn |
| 28   | Bonnybridge               | 25.150   | Banknock, Bonnybridge, Denny, Dennyloanhead, Dunipace, Greenhill, Haggs, Longcroft, Head of Muir i High Bonnybridge |
| 29   | Vale of Leven             | 24.640   | Alexandria, Balloch, Haldane, Bonhill i Renton |
| 30   | Arbroath                  | 23.640   | Arbroath |